# Europees kampioenschap voetbal onder 18 - 1986 (kwalificatie)
De kwalificatie voor het Europees kampioenschap voetbal voor mannen onder 18 jaar van 1986 werd gespeeld tussen 26 september 1984 en 31 mei 1986. Er zouden in totaal acht landen kwalificeren voor het eindtoernooi dat in  heeft plaatsgevonden in Joegoslavië. Ook het gastland heeft meegedaan aan de kwalificatie. In totaal deden er 32 landen van de UEFA mee.

## Gekwalificeerde landen
| # | Land                           | Gekwalificeerd als |
| - | ------------------------------ | ------------------ |
| 1 | Schotland                      | Winnaar groep 1    |
| 2 | België                         | Winnaar groep 2    |
| 3 | Joegoslavië                    | Winnaar groep 3    |
| 4 | Italië                         | Winnaar groep 4    |
| 5 | West-Duitsland                 | Winnaar groep 5    |
| 6 | Duitse Democratische Republiek | Winnaar groep 6    |
| 7 | Bulgarije                      | Winnaar groep 7    |
| 8 | Roemenië                       | Winnaar groep 8    |

## Groepen en wedstrijden

### Groep 1
De wedstrijden werden gespeeld tussen 16 oktober 1984 en 25 maart 1986.
| Pos | Team      | Wed | W | G | V | Ptn | DV | DT | +/− | Kwalificatie                      |     | SCO | IRL | ENG | ISL |
| --- | --------- | --- | - | - | - | --- | -- | -- | --- | --------------------------------- | --- | --- | --- | --- | --- |
| 1   | Schotland | 6   | 5 | 1 | 0 | 11  | 12 | 3  | +9  | Geplaatst voor het hoofdtoernooi. |     | —   | 1–1 | 4–1 | 2–0 |
| 2   | Ierland   | 6   | 3 | 1 | 2 | 7   | 6  | 5  | +1  |                                   |     | 0–1 | —   | 1–0 | 2–0 |
| 3   | Engeland  | 6   | 3 | 0 | 3 | 6   | 14 | 10 | +4  |                                   | 1–2 | 2–0 | —   | 5–3 |     |
| 4   | IJsland   | 6   | 0 | 0 | 6 | 0   | 4  | 18 | −14 |                                   | 0–2 | 1–2 | 0–5 | —   |     |

### Groep 2
De wedstrijden werden gespeeld tussen 21 november 1984 en 15 april 1986
| Pos | Team          | Wed | W | G | V | Ptn | DV | DT | +/− | Kwalificatie                      |     | BEL | NED | WAL | NIR |
| --- | ------------- | --- | - | - | - | --- | -- | -- | --- | --------------------------------- | --- | --- | --- | --- | --- |
| 1   | België        | 6   | 2 | 4 | 0 | 8   | 11 | 7  | +4  | Geplaatst voor het hoofdtoernooi. |     | —   | 3–1 | 2–0 | 0–0 |
| 2   | Nederland     | 6   | 3 | 2 | 1 | 8   | 11 | 9  | +2  |                                   |     | 2–2 | —   | 1–1 | 2–1 |
| 3   | Wales         | 6   | 2 | 2 | 2 | 6   | 9  | 8  | +1  |                                   | 3–3 | 0–1 | —   | 3–0 |     |
| 4   | Noord-Ierland | 6   | 0 | 2 | 4 | 2   | 5  | 12 | −7  |                                   | 1–1 | 2–4 | 1–2 | —   |     |

### Groep 3
De wedstrijden werden gespeeld tussen 28 november 1984 en 2 april 1986.
| Pos | Team        | Wed | W | G | V | Ptn | DV | DT | +/− | Kwalificatie                      |     | YUG | FRA | ESP | LUX  |
| --- | ----------- | --- | - | - | - | --- | -- | -- | --- | --------------------------------- | --- | --- | --- | --- | ---- |
| 1   | Joegoslavië | 6   | 4 | 1 | 1 | 9   | 21 | 4  | +17 | Geplaatst voor het hoofdtoernooi. |     | —   | 1–2 | 3–0 | 8–0  |
| 2   | Frankrijk   | 6   | 3 | 3 | 0 | 9   | 20 | 3  | +17 |                                   |     | 0–0 | —   | 1–1 | 12–0 |
| 3   | Spanje      | 6   | 2 | 2 | 2 | 6   | 7  | 8  | −1  |                                   | 1–3 | 1–1 | —   | 3–0 |      |
| 4   | Luxemburg   | 6   | 0 | 0 | 6 | 0   | 1  | 34 | −33 |                                   | 1–6 | 0–4 | 0–1 | —   |      |

### Groep 4
De wedstrijden werden gespeeld tussen 24 januari 1985 en 30 april 1986.
| Pos | Team       | Wed | W | G | V | Ptn | DV | DT | +/− | Kwalificatie                      |     | ITA | AUT | POR | MLT |
| --- | ---------- | --- | - | - | - | --- | -- | -- | --- | --------------------------------- | --- | --- | --- | --- | --- |
| 1   | Italië     | 6   | 5 | 0 | 1 | 10  | 19 | 4  | +15 | Geplaatst voor het hoofdtoernooi. |     | —   | 5–2 | 2–0 | 4–0 |
| 2   | Oostenrijk | 6   | 4 | 0 | 2 | 8   | 18 | 10 | +8  |                                   |     | 2–1 | —   | 1–4 | 3–0 |
| 3   | Portugal   | 6   | 3 | 0 | 3 | 6   | 12 | 8  | +4  |                                   | 0–2 | 0–3 | —   | 6–0 |     |
| 4   | Malta      | 6   | 0 | 0 | 6 | 0   | 0  | 27 | −27 |                                   | 0–5 | 0–7 | 0–2 | —   |     |

### Groep 5
De wedstrijden werden gespeeld tussen 16 oktober 1984 en 24 april 1986.
| Pos | Team           | Wed | W | G | V | Ptn | DV | DT | +/− | Kwalificatie                      |     | FRG | SUI | POL | DEN |
| --- | -------------- | --- | - | - | - | --- | -- | -- | --- | --------------------------------- | --- | --- | --- | --- | --- |
| 1   | West-Duitsland | 6   | 6 | 0 | 0 | 12  | 15 | 2  | +13 | Geplaatst voor het hoofdtoernooi. |     | —   | 2–0 | 3–0 | 3–1 |
| 2   | Zwitserland    | 5   | 1 | 2 | 2 | 4   | 5  | 7  | −2  |                                   |     | 0–2 | —   | 1–1 | 3–1 |
| 3   | Polen          | 5   | 0 | 3 | 2 | 3   | 3  | 8  | −5  |                                   | 0–2 | —   | —   | 0–0 |     |
| 4   | Denemarken     | 6   | 0 | 3 | 3 | 3   | 6  | 12 | −6  |                                   | 1–3 | 1–1 | 2–2 | —   |     |

### Groep 6
De wedstrijden werden gespeeld tussen 26 september 1984 en 21 mei 1986.
| Pos | Team                           | Wed | W | G | V | Ptn | DV | DT | +/− | Kwalificatie                      |     | GDR | SWE | FIN | NOR |
| --- | ------------------------------ | --- | - | - | - | --- | -- | -- | --- | --------------------------------- | --- | --- | --- | --- | --- |
| 1   | Duitse Democratische Republiek | 6   | 4 | 2 | 0 | 10  | 7  | 2  | +5  | Geplaatst voor het hoofdtoernooi. |     | —   | 2–1 | 2–0 | 1–0 |
| 2   | Zweden                         | 6   | 3 | 2 | 1 | 8   | 8  | 3  | +5  |                                   |     | 0–0 | —   | 1–1 | 1–0 |
| 3   | Finland                        | 6   | 1 | 1 | 4 | 3   | 5  | 10 | −5  |                                   | 0–1 | 0–4 | —   | 0–1 |     |
| 4   | Noorwegen                      | 6   | 1 | 1 | 4 | 3   | 3  | 8  | −5  |                                   | 1–1 | 0–1 | 1–4 | —   |     |

### Groep 7
De wedstrijden werden gespeeld tussen 21 maart 1985 en 31 mei 1986.
| Pos | Team        | Wed | W | G | V | Ptn | DV | DT | +/− | Kwalificatie                      |     | BUL | HUN | GRE | CYP |
| --- | ----------- | --- | - | - | - | --- | -- | -- | --- | --------------------------------- | --- | --- | --- | --- | --- |
| 1   | Bulgarije   | 6   | 4 | 1 | 1 | 9   | 19 | 6  | +13 | Geplaatst voor het hoofdtoernooi. |     | —   | 0–2 | 5–1 | 6–0 |
| 2   | Hongarije   | 6   | 4 | 0 | 2 | 8   | 10 | 3  | +7  |                                   |     | 0–1 | —   | 2–0 | 2–0 |
| 3   | Griekenland | 6   | 3 | 1 | 2 | 7   | 11 | 12 | −1  |                                   | 2–2 | 1–0 | —   | 3–2 |     |
| 4   | Cyprus      | 6   | 0 | 0 | 6 | 0   | 5  | 24 | −19 |                                   | 1–5 | 1–4 | 1–4 | —   |     |

### Groep 8
De wedstrijden werden gespeeld tussen 30 maart 1985 en 14 mei 1986.
| Pos | Team              | Wed | W | G | V | Ptn | DV | DT | +/− | Kwalificatie                      |     | ROU | TCH | URS | TUR |
| --- | ----------------- | --- | - | - | - | --- | -- | -- | --- | --------------------------------- | --- | --- | --- | --- | --- |
| 1   | Roemenië          | 6   | 4 | 1 | 1 | 9   | 10 | 5  | +5  | Geplaatst voor het hoofdtoernooi. |     | —   | 1–0 | 3–2 | 4–0 |
| 2   | Tsjecho-Slowakije | 6   | 2 | 2 | 2 | 6   | 6  | 6  | 0   |                                   |     | 2–0 | —   | 2–2 | 1–0 |
| 3   | Sovjet-Unie       | 6   | 1 | 3 | 2 | 5   | 8  | 8  | 0   |                                   | 1–1 | 2–0 | —   | 0–1 |     |
| 4   | Turkije           | 6   | 1 | 2 | 3 | 4   | 3  | 8  | −5  |                                   | 0–1 | 1–1 | 1–1 | —   |     |